# Fulveta cellablanca
La fulveta cellablanca (Fulvetta vinipectus), és una espècie d'ocell passeriforme de la família dels paradoxornítids (Paradoxornithidae), tot i que sovint encara se'l troba classificat amb els sílvids (Sylviidae). Així com la majoria d'espècies dintre del gènere Fulvetta, va ser inclosa durant molt de temps en el gènere Alcippe, inicialment a la família Timaliidae. És una espècie que es pot localitzar per tot el subcontinent índi i el sud-est asiàtic. És endèmica del Bhutan, l'Índia, Myanmar, el Nepal i el Vietnam. El seu estat de conservació es considera de risc mínim.

## Taxonomia
Com altres fulvetes estava classificada a la família dels timàlids (Timaliidae) dins del gènere Alcippe, però es va traslladar de gènere i família quan es va demostrar la seva proximitat genètica amb els membres del gènere Sylvia.
El Congrés Ornitològic Internacional, en la seva llista mundial d'ocells (versió 10.2, 2020) transferí finalment el gènere Fulvetta a la família dels paradoxornítids (Paradoxornithidae). Tanmateix, el Handook of the Birds of the World i la quarta versió de la BirdLife International Checklist of the birds of the world (Desembre 2019), aquest tàxon apareix classificat encara dins de la família dels sílvids.
Les subespècies de la fulveta cellablanca presenten variacions en els colors del cap i les estries de color del pit, sobretot en les tonalitats de marró. El cant no presenta variacions en les diferents subespècies. En total s'han descrit vuit subespècies de Fulvetta vinipectus:
- F. v. kangrae Ticehurst & Whistler, 1924. Es localitza al nord de l'Índia (Himachal Pradesh a Uttarakhand).
- F. v. vinipectus (Hodgson, 1837). És la subespècie coneguda com a fulveta cellablanca, es troba a l'oest i centre del Nepal i el sud de la Xina.
- F. v. chumbiensis Kinnear, 1939. Es localitza a l'est del Nepal i del Bhutan.
- F. v. austeni Ogilvie-Grant, 1895. Es troba al nord-est de l'Índia (Assam i Nagaland), així com a les zones adjacents del nord de Myanmar.
- F. v. perstriata Mayr, 1941. Localitzada a l'extrem nord-est de l'Índia (Arunachal Pradesh), al nord de Birmània i les zones adjacents de la Xina (nord-oest de Yunnan i Salween).
- F. v. bieti (Oustalet, 1892). Es troba al sud de la Xina, des de Sichuan fins a Yunnan.
- F. v. ripponi (Harington, 1913). Viu a l'oest de Birmània
- F. v. valentinae (Delacour & Jabouille, 1930). Coneguda també com a fulveta de Tonquín, es localitza a l'oest de Tonquín, al Vietnam.

## Característiques
La fulveta cellablanca té una mida entre els 5 i els 12 centímetres i un pes entre els 9 i els 13 grams. Presenta tonalitats marronoses i daurades al conjunt del cos, amb ulls pàlids en un rostre fosc. Presenten la llista superciliar (franja que presenten algunes aus en el plomatge del rostre) de color blanc, fet que els dona el nom comú. La fulveta cellablanca menja gairebé exclusivament insectes durant l'època de reproducció, principalment erugues, que són el seu aliment preferit; durant les èpoques en que no es reprodueix també pot ingerir petites llavors i baies. El cant consisteix en un so agut i sibilant que es repeteix amb certa rapidesa.

## Hàbitat
Viu en boscos o zones arbustives temperades, generalment en boscos sempre verds en àrees tropicals o subtropicals; també pot viure en zones de bambú. Sol tenir predilecció per zones amb abundància de rododendre, juniperus o zones de bambú. Sol viure en un rang altitudinal que pot oscil·lar entre els 1.500 i els 4.200 metres sobre el nivell del mar.

## Estat de conservació
L'espècie no es troba especialment amenaçada, ja que es troba en una àrea força gran i, per tant, no s'aproxima als criteris per a declarar-la vulnerable. Malgrat que la tendència de la població sembla disminuir, la disminució no sembla suficientment ràpida per a ser vulnerable. Per aquestes raons, l'espècie s'ha classificat com a espècie de menor preocupació.